# من به عشق نیاز دارم ۳
من به عشق نیاز دارم ۳ (انگلیسی: I Need Romance 3; کره‌ای: 로맨스가 필요해 3) یک مجموعه تلویزیونی کره جنوبی سال ۲۰۱۴ با بازی کیم سو-یون، سونگ جون، نام گونگ مین، وانگ جی وون، پارک هیو-جو و یون سونگ آه است. این مجموعه از ۱۳ ژانویه تا ۴ مارس ۲۰۱۴، روزهای دوشنبه و سه‌شنبه ساعت ۲۲:۰۰ (کی‌اس‌تی) از تی‌وی‌ان برای ۱۶ قسمت پخش شد. این مجموعه سومین بخش از فرنچایز کمدی رمانتیک شبکه تی‌وی‌ان پس از من یک حس عاشقانه می‌خوام (۲۰۱۱) و من به عشق نیاز دارم ۲ (۲۰۱۲) است.